# التحليل النموذجي
التحليل النموذجي، هو تحليل النماذج المضمنة في النص بدلاً من البناء السطحي (تركيب الجملة) للنص الذي يطلق عليه التحليل النحوي. يستخدم التحليل النموذجي غالبا في اختبارات الاستبدال، بمعنى اخر التحليل عن طريق استبدال الكلمات من نفس النوع أو الفئة لمعايرة التحولات في الدلالة.

## تعريف المصطلحات
في النقد الأدبي السيميائي، فإن تركيب النحو (أو النحوية) هي كتلة بناء النص يتم فيه تشفير المعنى من قبل الكاتب وفك تشفيره من قبل القارئ، متذكراً التجربة السابقة ومكان الرسالة في سياقها الثقافي المناسب. ويمكن ترتيب الجمل الفردية معًا لتكوين تراكيب أكثر تعقيدًا مثل مجموعات من الأصوات (والحروف لتمثيلها) التي تشكل الكلمات، مجموعات من الكلمات التي تشكل جمل، واخيرا الجمل التي تشكل الحكايات السردية، وما إلى ذلك. القائمة النحوية التي تكون من نفس النوع تسمى بالنموذج. لذلك، في اللغة الإنجليزية، الأبجدية هي النموذج الذي تتشكل فيه تراكيب الكلمات. مجموعة الكلمات التي تم جمعها معًا في المعجم تصبح هي النموذج الذي تتشكل منه الجمل وما إلى ذلك. فالتالي، فإن التحليل النموذجي هو طريقة لإستكشاف بناء جملة من خلال تحديد نموذجه التأسيسي، ودراسة العناصر النموذجية الفردية، ثم إعادة بناء العملية من خلال أخذ معنى بناء الجملة.
تتضمن أهمية العلاقات النموذجية والتحليل النموذجي تناقض ومقارنة كل من المعاني الموجودة في كل نص حيث سيتم اختيار ظروف متشابهة. وهذا يساعد على تحديد القيمة في النص. تكون أهمية علاقات المعارضة النموذجية في المساعدة على توليد نظام من التعقيد الديناميكي للخبرة في الماضي. يؤمن الناس بالمعارضة الثنائية على الأقل منذ العصور الكلاسيكية، على سبيل المثال في فيزياء أرسطو للعناصر الاربعة التي تشمل الأرض والهواء والنار والماء، والعلاقات بينها كلها معارضة ثنائية التي يعتقد أنها تشكل العالم.

## جاكوبسون وريتشي
نموذج رومان جاكوبسون لوظائف اللغة له مستويان من الوصف:
- العناصر المختلفة المكونة التي تشكل اللغة،
- وماذا يفعل البشر باللغة عندما يستخدمونها.

في المقام الأول، كل لغة لها مفردات وهيكل نحوي. وعناصرها هي عبارة عن كلمات لها معاني ذات دلالة ثابتة. وفقا لقواعد بناء الجملة بعيدا عن هذا يمكن للمرء بناء رموز مركبة ذات معاني جديدة ناتجة وايضا ثانيا: بعض الكلمات تعادل مجموعات كاملة من الكلمات الأخرى في اللغة، بحيث يمكن التعبير عن معظم المعاني بعدة طرق مختلفة حيث تظهر دراسات الإدراك البشري أنه إلى حد ما، يعتمد ما يراه الناس على ما يتوقعون إدراكه. يقترح ديفيد ريتشي أن التواصل يخلق علاقات بين ما يدركه أو يعرفه شخص ما وما يدركه أو يعرفه الآخرون؛ سيتم تحديد شكل الاتصال جزئيًا من خلال ملاحظة ما إذا كانت هناك علاقات موجودة مسبقًا بين المتصل والجمهور. يجب أن يعمل متلقي الرسالة ومنشئها على وجود بعض الفهم المشترك لأنواع الأنماط المستخدمة للتواصل وكيف ترتبط هذه الأنماط بأحداث أخرى. أيضا الاتصال له علاقة بالمجتمع من حيث أنه يعتمد على وجود شيء مشترك في المقام الأول وبمعنى أنه يستطيع أن يؤثر لاحقًا على ما يشترك فيه المتواصلون.

## تطبق على الموسيقى
في الموسيقى، كان التحليل النموذجي طريقة للتحليل الموسيقي طورها نيكولاس روي خلال فترة الستينيات ولكن تم تسميتها لاحقًا من قبل الآخرين. ونرى إنها «تقوم على مفهوم» التكافؤ «. جادل رويت بأن الخاصية الأكثر لفتًا للنظر للقواعد الموسيقية كانت الدور المركزي للتكرار - وبصورة اوسع، التكرار المتنوع أو التحويل (رويت1987)»(ميدلتون 1990/2002.  صفحة 183).
يفترض التحليل النموذجي أن وصف رومان ياكوبسون للنظام الشعري (1960، ص.   358) يطبق على الموسيقى وهذا يحدث في كليهما «بروز مبدأ التكافؤ من محور الاختيار إلى محور المزج». وبالتالي تحدث التحليلات النموذجية وتكون قادرة على أن تستند إلى تعيين الوحدات بالكامل على التكرار بحيث «يتم تعريف أي شيء مكرر سواء كان (مستقيم أو متنوع) كوحدة، وهذا صحيح على جميع المستويات»، من الأقسام إلى العبارات والأصوات الفردية (ميدلتون، المرجع نفسه).